# 韋爾維耶區
韋爾維耶區（法語：Arrondissement de Verviers）是比利时瓦隆大区列日省的一个区。該區轄有29個市鎮，面積2016.22平方公里，2020年1月1日人口為287962人。該區大部分的市鎮都屬於比利時法語社群，属于列日司法区；其餘屬於比利時德語社群的市鎮属于奥伊彭司法区。

## 市鎮
韋爾維耶區下辖以下市鎮：

| - 阿默尔（Amel） - 欧贝勒（Aubel） - 巴伦（Baelen） - 比林根（Büllingen） - 布格-罗伊兰（Burg-Reuland） - 比特兴巴赫（Bütgenbach） - 迪松（Dison） - 奥伊彭（Eupen） - 埃沃（Herve） - 雅莱（Jalhay） - 凯尔米斯（Kelmis） - 列讷（Lierneux） - 林堡（Limbourg） - 隆岑（Lontzen） - 马尔默迪（Malmedy） | - 奥尔讷（Olne） - 佩潘斯泰尔（Pepinster） - 普隆比耶尔（Plombières） - 拉伦（Raeren） - 圣菲特（Sankt Vith） - 斯帕（Spa） - 斯塔沃洛（Stavelot） - 斯图蒙（Stoumont） - 特镇（Theux） - 蒂米斯泰尔-克莱蒙（Thimister-Clermont） - 特鲁瓦蓬（Trois-Ponts） - 韦尔维耶（Verviers） - 韦姆（Waimes） - 韦尔肯拉特（Welkenraedt） |